# Iota Antliae
Désignations
Iota Antliae (ι Ant, ι Antliae) est une étoile géante de la constellation australe de la Machine pneumatique. Sa magnitude apparente est de 4,60, ce qui en fait une étoile visible à l'œil nu. Les mesures de la parallaxe indiquent que l'étoile se trouve à environ ∼ 208 a.l. (∼ 63,8 pc) de la Terre. Elle s'éloigne quelque peu du Soleil à une vitesse radiale de +2 km/s.
Le type spectral de Iota Antliae est K1 III, indiquant qu'il s'agit d'une étoile évoluée dans sa phase de géante rouge. C'est une étoile qui fusionne l'hélium dans son cœur, et qui est classée au sein du red clump dans la branche horizontale. Ayant épuisé l'hydrogène contenu dans son cœur, l'étoile s'est étendue et son rayon est désormais 12 fois plus grand que celui du Soleil. L'étoile est âgée de 3,32 milliards d'années et elle est 1,55 fois plus massive que le Soleil. Elle est 67 fois plus lumineuse que le Soleil et sa température de surface est de 4 892 K.